# جيم باريديس
جيم باريديس هو مغني وكاتب أغاني فلبيني، ولد في 30 أغسطس 1951 في مانيلا في الفلبين.

## وصلات خارجية
- الموقع الرسمي